# 前鎮之星
22°35′43″N 120°18′55″E / 22.595231°N 120.315301°E

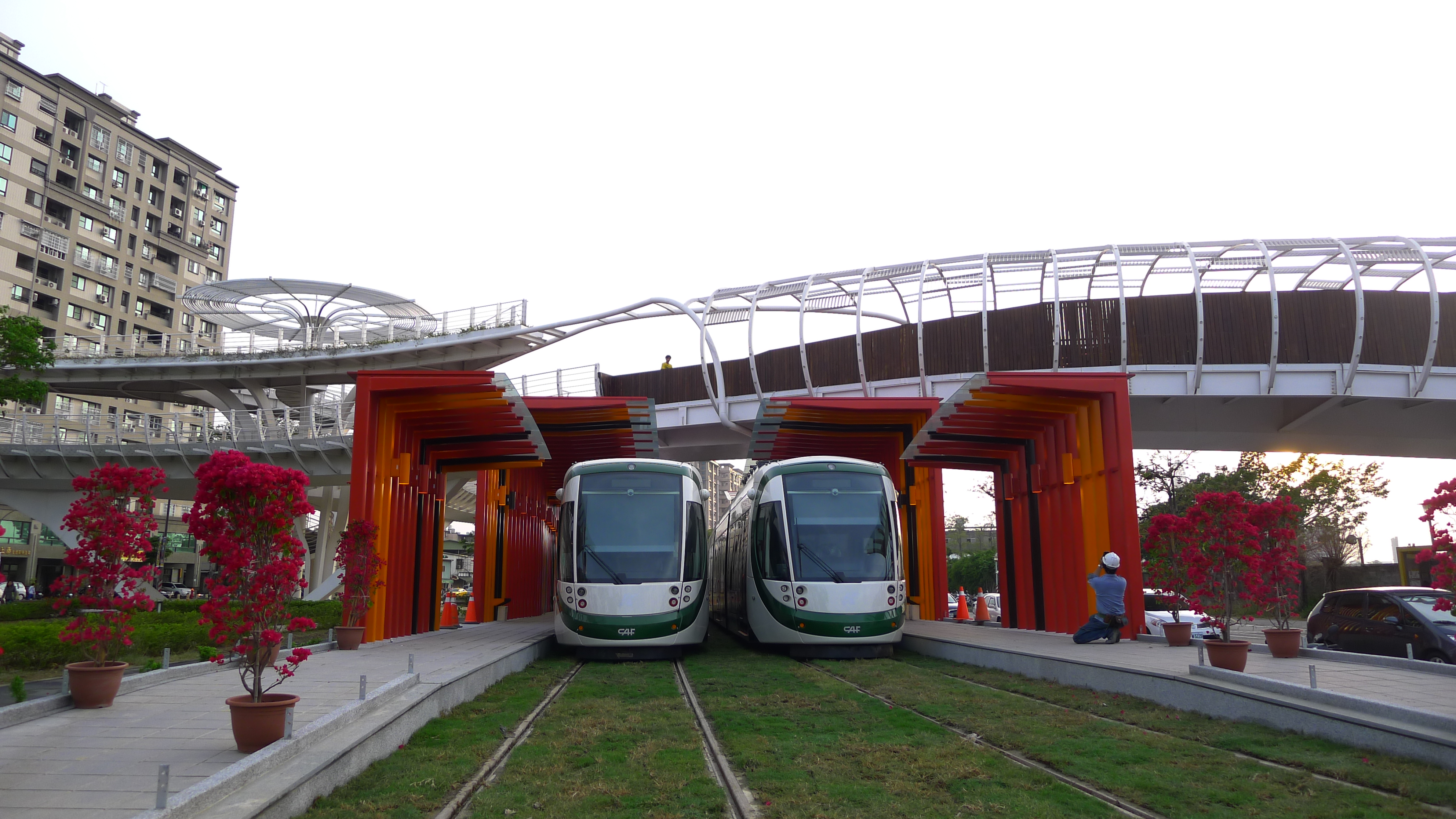
前鎮之星（白色橋梁）與同名輕軌站

前鎮之星是臺灣高雄市前鎮區的自行車道橋梁，爲該城市的特色地標及知名旅遊景點，其下方設有同名的環狀輕軌的C3車站。

## 概述

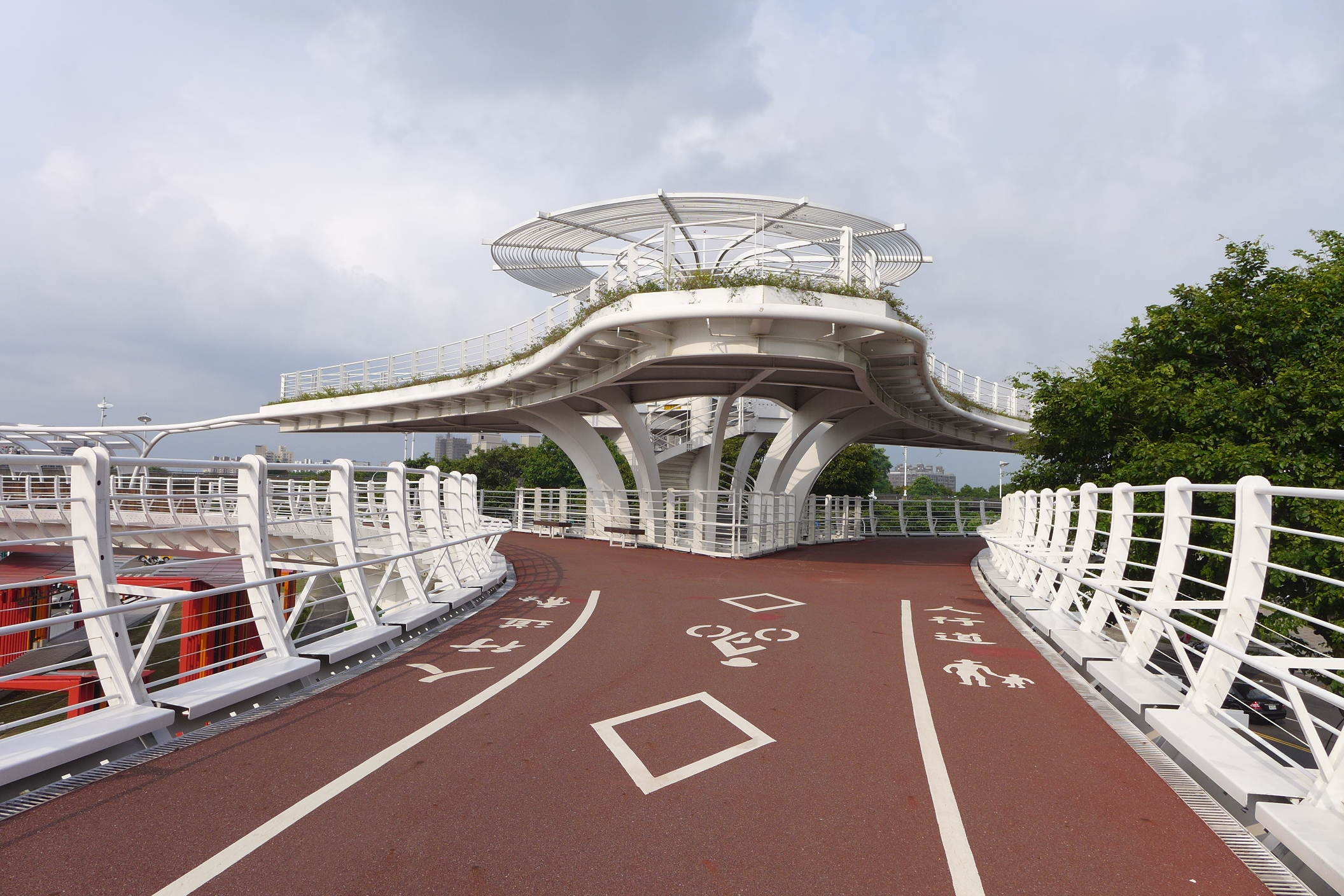
前鎮之星中心點設有圓形螺旋梯

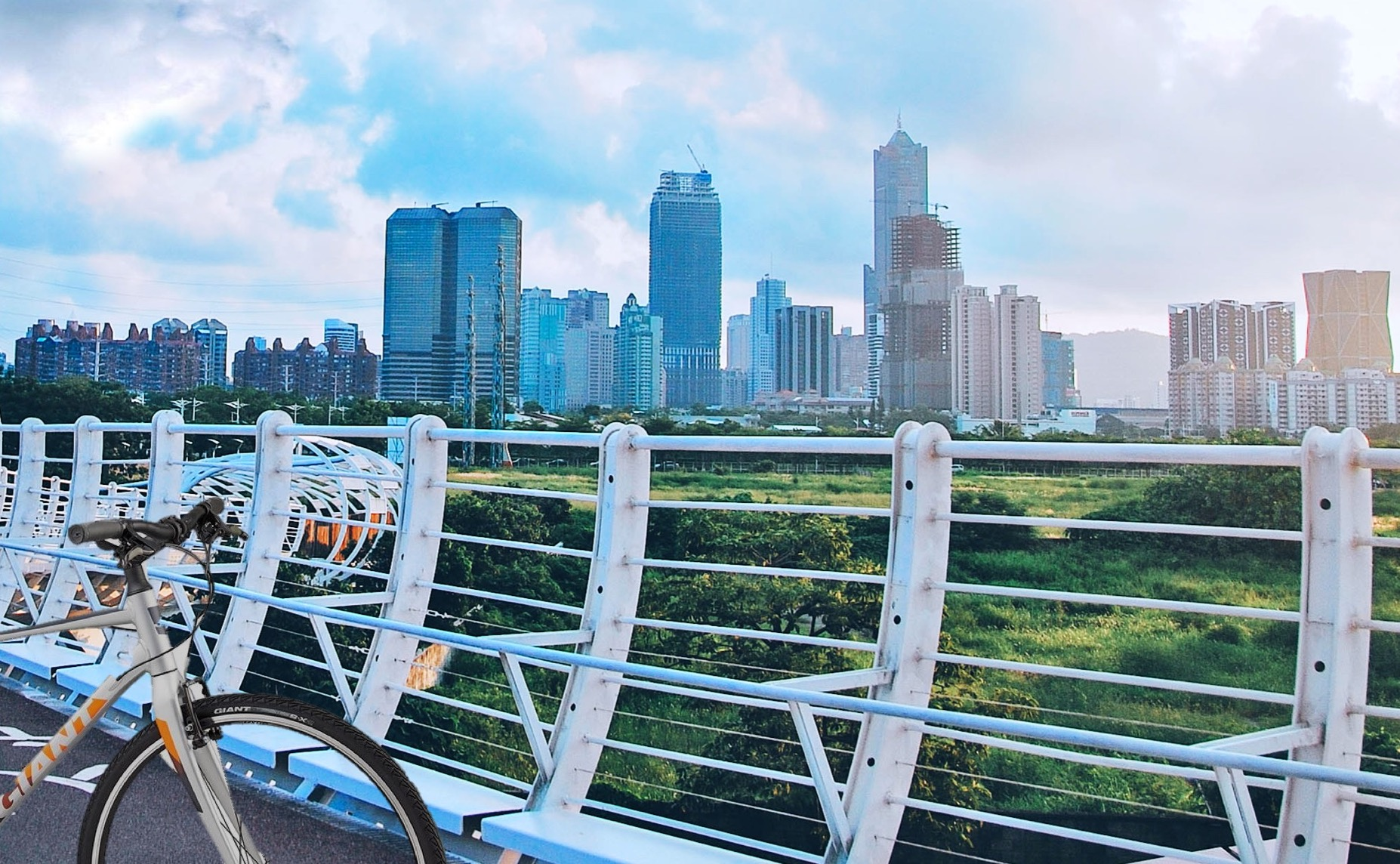
從前鎮之星眺望高雄天際線

其爲自行車橋翠華橋後的高雄第二座自行車橋，跨越凱旋四路。主結構呈「人」字型，中心點設有圓形螺旋梯，從橋面層往上一層可達小觀景台，往下至地面層可轉搭輕軌。橋樑寬度5公尺，採人與自行車分流方式，自行車道寬爲3公尺，人行道寬2公尺；在中山四路二端設置無障礙升降機。
設置目的除了改善前鎭舊部落交通安全，亦串聯了臨港線自行車道、前鎭河自行車道及鳳山溪自行車道系統。

## 車站週邊
- █ 環狀輕軌前鎮之星站
- █ 捷運紅線凱旋站
- 中凱橋
- 高雄凱旋世貿
- 高雄市原住民服務中心
- 高雄市社會局無障礙之家
- 前鎮河親水公園

## 歷史
- 2011年10月動土開工，由高雄市工務局新建工程處負責興建[1]。
- 2013年4月11日完工啟用。